# DROWN

K útoku bylo vytvořeno logo odkazující k anglickému slovesu ' ve významu utopit.

DROWN je v březnu 2016 zveřejněný útok na rodinu protokolů TLS a SSL. Zkratka znamená „Decrypting RSA with Obsolete and Weakened eNcryption“, tedy doslova „dešifrování RSA pomocí zastaralého a oslabeného šifrování“. Jeho podstatou je využití podpory zastaralého protokolu SSL verze 2.
SSL verze 2 je zastaralé od roku 1996, RFC 6176 z března 2011 jej dokonce výslovně zakazuje. Přesto objevitelé útoku zjistili, že jej v okamžiku objevu podporovalo zhruba 17 % HTTPS serverů. Útokem DROWN je navíc zranitelná i komunikace těch serverů, které sice samy SSL v2 nepodporují, ovšem sdílí soukromé klíče s nějakým jiným serverem, který ji podporuje – a nemusí se přitom ani jednat o webový server. SSL se totiž používá i pro zabezpečení jiných protokolů, například různých protokolů pro přenos e-mailů. Při započítání této možnosti byl podíl zranitelných HTTPS serverů v rámci celého internetu jedna třetina. V rámci České republiky ohlásilo sdružení CZ.NIC téměř třináct tisíc zranitelných IP adres.
Nedostatečné zabezpečení komunikace proti DROWNu není možné vyřešit na straně klienta, protože byť si tento vynutí jakkoliv zabezpečené šifrování, nemůže nijak zajistit, že server na druhé straně nesdílí svůj klíč s nějakým nezabezpečeným serverem podporujícím SSL v2.

## Chyba v OpenSSL
Současně s útokem objevili výzkumníci jeho ještě efektivnější variantu zneužívající chybu v knihovně OpenSSL, která z důvodu kompatibility nadále nabízela volitelně zapnutou podporu SSL v2. Vypnutí podpory ovšem bylo implementováno chybně a tak i když měl server ve své konfiguraci nařízeno komunikaci pomocí SSL v2 odmítnout, ve skutečnosti ji neodmítl. Výzkumníci zodpovědně oznámili chybu vývojářům OpenSSL s předstihem před veřejným oznámením chyby, takže zároveň s veřejným oznámením chyby už byla připravena nová verze OpenSSL (1.0.2g nebo 1.0.1s) chybu opravující. Knihovna LibreSSL, která vznikla jako fork OpenSSL se snahou o větší důraz na bezpečnost mj. v reakci na nalezení chyby Heartbleed v roce 2015, oznámila, že jí se chyba netýká.